# Misty Copeland
Misty Danielle Copeland (ur. 10 września 1982 w Kansas City) – amerykańska baletnica, pierwsza Afroamerykanka, która została primabaleriną w American Ballet Theatre (ABT), jednym z trzech najlepszych zespołów baletowych w Stanach Zjednoczonych. W 2016 została laureatką tytułu Barbie Shero, jako kobieta wzór dla młodzieży.

## Życiorys

### Młodość
Wychowała się w dzielnicy San Pedro w Los Angeles. Ma troje rodzeństwa z pierwszego małżeństwa swojej matki oraz dwoje z dwóch kolejnych. Po raz pierwszy zetknęła się z tańcem w wieku 13 lat na treningu zespołu cheerleaderek w swojej szkole, gdzie została zauważona przez trenera i wysłana do lokalnej szkoły baletowej prowadzonej przez Cynthię Bradley. Raz w tygodniu były tam prowadzone bezpłatne zajęcia, na których talent Copeland został dostrzeżony, a nauczycielka zaproponowała jej pełne stypendium w San Pedro Ballet School. Już po trzech miesiącach ćwiczeń Copeland tańczyła na pointach.

### Kariera
W 1998 zdobyła pierwszą nagrodę w kategorii tańca klasycznego na Los Angeles Music Spotlight Awards. Latem tego samego roku została przyjęta z pełnym stypendium na intensywny kurs letni w San Francisco Ballet. 
Ze względu na częste przeprowadzki i niestabilną sytuację finansową, spowodowaną wieloma nieudanymi małżeństwami jej matki, Bradley zaproponowała, że tymczasowo przejmie opiekę nad Copeland, aby ułatwić jej trening i zapewnić dostęp do studia tanecznego. Początkowo matka Copeland przystała na tę propozycję, jednak po niecałych trzech latach zdecydowała się ponownie przejąć opiekę nad córką, wytaczając tym samym sprawę sądową przeciwko Cynthii Bradley i jej mężowi. W rezultacie Copeland powróciła do rodzinnego San Pedro, gdzie rozpoczęła naukę w Lauridsen Dance Studio w Torrance.

### American Ballet Theatre
W 2000 Copeland otrzymała pełne stypendium na intensywny kurs letni w ABT. W tym samym roku dostała propozycję dołączenia do zespołu baletowego w ABT, a w kwietniu 2001 do tamtejszego corps de ballet. W grupie 80 tancerzy i tancerek była jedyną Afroamerykanką, przez co jej odmienny kolor skóry i budowa ciała były często wytykane. Jej talent sprawił, że w 2007 została solistką ABT. W 2009 wystąpiła w teledysku do piosenki Prince’a Crimson and Clover, a także występowała na trasie koncertowej piosenkarza w 2010. 
W sierpniu 2015 została pierwszą czarnoskórą primabaleriną w ABT. 

## Ważniejsze role
- Terpsychora w Apollo[6]
- Gamzatti, Cień i D’Jampe w Bajaderze[6]
- Mleczarka w The Limpid Stream[6]
- Jesienna wróżka w Kopciuszku Fredericka Ashtona[6]
- Blossom w Kopciuszku Jamesa Kudelki[6]
- Swanilda w Coppélii[6]
- Gulnara w Korsarzu[6]
- Kitri, Mercedes, Królowa Driad, główna cyganka i kwiaciarka w Don Kichocie[6]
- Maski w VIII Christophera Wheeldona[6]
- Lise w Córce źle strzeżonej[6]
- Ognisty Ptak w Ognistym ptaku[6]
- Kwiaciarka w Gaîté Parisienne[6]
- Giselle, Zulmé i pas de deux wieśniaków w Giselle[6]
- Królowa Szemakańska w Złotym Koguciku[6]
- Pierrette w Harlequinade[6]
- rola tytułowa w Jane Eyre[6]
- Manon i kochanka Lescaut'a w Manonie[6]
- Klara, Kolombina i jedna z sióstr Dziadka do Orzechów w Dziadku do orzechów Alexeja Ratmansky’ego[6]
- Bianka w Otellu[6]
- cyganka w Pietruszce[6]
- główna Połowczanka w Tańcach Połowieckich z Księcia Igora[6]
- saraceńska tancerka w Rajmondzie[6]
- Kowbojka w Rodeo[6]
- Julia i nierządnica w Romeo i Julii[6]
- Księżniczka Florina w Śpiącej królewnie[6]
- Odetta-Odylia, pas de trois, łabędziątko i węgierska księżniczka w Jeziorze łabędzim[6]
- walc w Chopinianach[6]
- Pas de Deux Czajkowskiego[6]
- Księżniczka Pralina w Whipped Cream[6]

Copeland stworzyła także liczne aranżacje taneczne, między innymi do tańca hiszpańskiego w Dziadku do orzechów A. Ratmansky’ego.

## Dalsze lata działalności
Copeland popiera ideę dywersyfikacji środowiska baletowego i działa na rzecz umożliwiania dostępu do baletu tancerzom o innych odcieniach skóry i skromniejszych możliwościach budżetowych. W 2013 była częścią komitetu doradczego, pracującego nad programem Project Plié, stworzonym przez ABT, który oferuje trening i mentoring dla trenerów tańca w społecznościach zróżnicowanych rasowo.
Jest autorką trzech książek: wydanej w 2014 roku autobiografii Balerina. Życie w tańcu, dla dzieci Firebird oraz Ballerina Body, poruszającej tematykę zdrowego żywienia.
W sierpniu 2015 zadebiutowała na Broadwayu w roli Ivy Smith w musicalu Leonarda Bernsteina On the Town. Natomiast w 2018 Copeland zadebiutowała na wielkim ekranie w roli księżniczki w Dziadku do orzechów i czterech królestwach.

## Nagrody
W 2014 ówczesny prezydent Stanów Zjednoczonych Barack Obama powołał Copeland do Rady ds. Fitnessu, Sportu i Żywienia. W 2015 została wymieniona na liście TIME 100 magazynu TIME, uwzględniającej 100 najbardziej wpływowych ludzi w danym roku. 

## Życie prywatne
31 lipca 2016 poślubiła Olego Evansa, prawnika.